# Semiotinus
Semiotinus is een geslacht van kevers uit de familie  
kniptorren (Elateridae).
Het geslacht is voor het eerst wetenschappelijk beschreven in 1941 door Pjatakowa.

## Soorten
Het geslacht omvat de volgende soorten:
- Semiotinus banghaasi Pjatakowa, 1941
- Semiotinus maculatus Wells, 2003